# Kolce odwłokowe
Kolce odwłokowe, kolce analne (łac. spinae anales) – wyrostki obecne na odwłoku niektórych skoczogonków.
Kolce odwłokowe położone są na grzbietowej stronie ostatniego, szóstego segmentu odwłoka, gdzie osadzone są na tylnej jego krawędzi.